# الجهيفة
الجهيفة: إحدى مراكز إمارة منطقة عسير. تقع في جنوب غرب إمارة عسير - أبها - على مسافة 55 كيلاً، ويقطنها 1393 نسمة.